# Musée Greisinger
Pour les articles homonymes, voir Griesinger.
 (février 2025).
Si vous disposez d'ouvrages ou d'articles de référence ou si vous connaissez des sites web de qualité traitant du thème abordé ici, merci de compléter l'article en donnant les références utiles à sa vérifiabilité et en les liant à la section « Notes et références ».
Le Greisinger Museum, fondé par Bernd Greisinger, un allemand établi en Suisse depuis 2004, est un musée de Jenins géré sous la forme d'une fondation (« Greisinger Museum Foundation »). Il est situé sur une propriété privée et a été inauguré le 7 septembre 2013. Il est la plus grande collection consacrée à Tolkien au monde.

## Buts
La fondation a été créée pour rendre la Terre du Milieu de Tolkien accessible au public. La Terre du Milieu de Tolkien fait référence à une partie de la Terre du Milieu écrite par l'auteur anglais Tolkien, cadre des romans « Le Hobbit » et « Le Seigneur des anneaux ». Tolkien a appelé le continent Terre du Milieu parce que c'était le nom donné par les peuples germaniques à la terre qu'ils connaissaient et sur laquelle ils vivaient. Tolkien décrit son monde depuis sa création jusqu'à la fin du Troisième Âge du Soleil dans l'ouvrage « Le Silmarillion », publié à titre posthume par son fils Christopher Tolkien, sur lequel Tolkien a travaillé jusqu'à sa mort.

## Description
La construction du musée a débuté à la mi-2008 et a duré 5 ans. La planification et la réalisation du musée ont été orientées vers l'optimisation de l'utilisation de la collection.
Le musée Greisinger est le seul musée au monde consacré au thème de la « Terre du Milieu de Tolkien ». Presque toutes les pièces de collection exposées sont des propriétés privées. La collection est la plus vaste et la plus importante de son genre, avec environ 600 peintures et dessins originaux, plus de 3 500 livres et plusieurs milliers d'objets de toutes sortes. Près de la moitié de la collection est exposée dans le musée.
Le musée n'a pas d'horaires d'ouverture fixes et ne peut être visité que dans le cadre d'une visite guidée. Une centaine de visites ont lieu chaque année en anglais, allemand, italien et français.

### Agencement
Le musée compte 15 salles.
L’ambiance de toutes les pièces donne aux visiteurs le sentiment d’être en « Terre du Milieu ». Par la porte du trou du hobbit, on entre dans le musée dont la plupart des salles sont souterraines.
Au rez-de-chaussée se trouve le bureau de Bilbon Sacquet, avec Dard, son épée et des arbres généalogiques manuscrits.
On trouve ainsi une salle «Moria» et la porte de Durin avec une réplique d’un «Balrog» – un démon géant – et une salle «Fangorn» avec «Sylvebarbe», créature sylvestre haute d'environ huit mètres.
Une autre salle présente le magicien Gandalf ainsi que Gollum.

### Le voyage de Tolkien en Suisse
Une large place est donnée à la place de la Suisse et du voyage de trois semaines que Tolkien y fit, en 1911, à l'âge de 19 ans, avec douze Anglais accompagnés par deux guides de montagne suisses. Partis d'Interlaken, ils passent par l'Oberland bernois avant de rejoindre le Valais, découvrant le glacier d'Aletsch et le Cervin, voyage reconstitué par Martin Monsch, auteur de « La Suisse dans la Terre du Milieu de Tolkien ». Il tenait un journal de bord pendant son trajet, qu’il alimenta régulièrement et dont la couverture représente la Montagne Solitaire (le Cervin) entourée du Haut Valais et des Alpes Bernoises. Ce journal de bord deviendra finalement l’histoire du Hobbit,. Pour le clin d’œil, du Toblerone (dont le logo est le Cervin) parsème le musée.